# Carl-Ludwig Wagner
Carl-Ludwig Wagner (Düsseldorf, 9 de enero de 1930 – Trier, 27 de julio de 2012) fue un político alemán de la Unión Demócrata Cristiana de Alemania.
Wagner nació en Düsseldorf pero poco después se fue a vivir a Eitelsbach, aparte de Trier. En 1949, empezó a estudiar derecho en la Universidad de Mainz y un año en Montpellier. Recibió el Doctorado en 1961. 
Wagner fue el quinto Ministro presidente de Renania-Palatinado desde 1988 hasta 1991, Ministro de Ley y Finanzas de 1979 a 1988 y miembro del Bundestag (1969–1976) y trabajó en el Parlamento Europeo en Luxemburgo de 1959 a 1969.